# Сексион Суроесте ла Фуенте (Сан Хуан дел Рио)
Сексион Суроесте ла Фуенте (шп. Sección Suroeste la Fuente) насеље је у Мексику у савезној држави Керетаро у општини Сан Хуан дел Рио. Насеље се налази на надморској висини од 1920 м.

## Становништво
Према подацима из 2005. године у насељу је живело 23 становника.

### Хронологија
| Година       | 2005 |
| ------------ | ---- |
| Становништво | 23   |

### Попис
| # | Индикатор                        | Вредност |
| - | -------------------------------- | -------- |
| 1 | Укупно појединачних домаћинстава | 2        |